# Synagoga w Stolinie

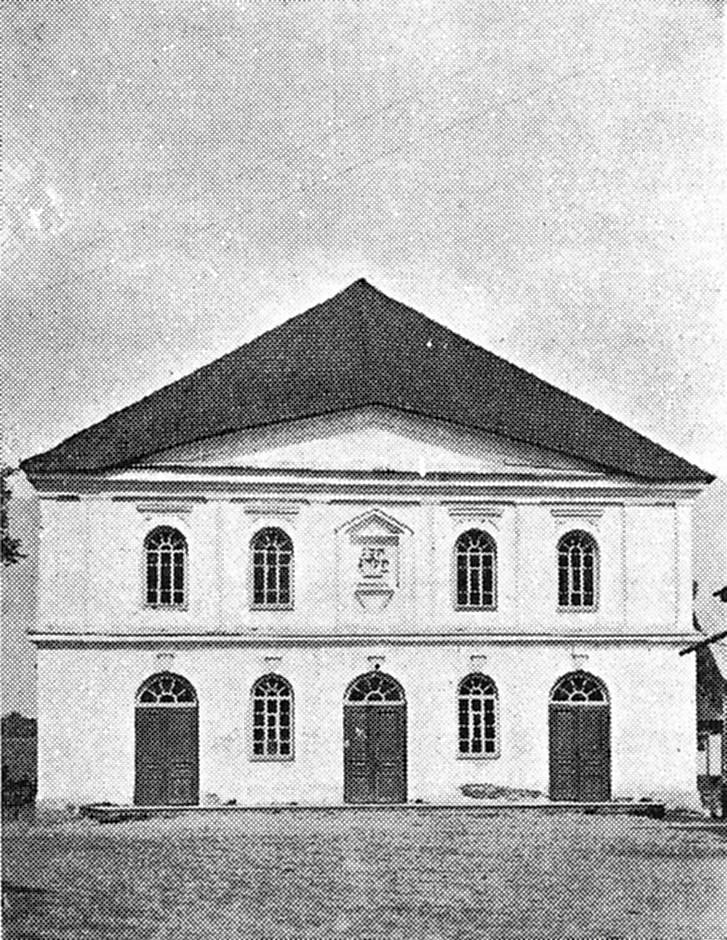
Wygląd synagogi przed 1939

Synagoga w Stolinie (jid. Di Stoliner Szul, ros. синагога Главная) – bóżnica zbudowana w końcu XVIII wieku, obecnie w stanie ruiny.

## Historia
Została zaprojektowana w stylu barokowo-klasycystycznym, prace nad jej budową zakończyły się w 1792. W czasie II wojny światowej zdewastowana, ocalały tylko mury zewnętrzne.
Bóżnicę zbudowano na planie kwadratu, dekorując ściany zewnętrzne pilastrami, półkolistymi oknami i gzymsami. Jedną z elewacji zdobi trójkątny fronton, wewnątrz budynku zachowały się fragmenty bimy. Budynek jest dwukondygnacyjny.